# 篠原弘道
篠原弘道（1913年8月15日—1939年8月27日）是大日本帝國陸軍的戰鬥機飛行員。最後軍銜是少尉。生涯總擊落數為58架，為大日本帝國陸軍擊落紀錄最多的王牌飛行員。

## 早期生活
篠原弘道於1913年8月出生在栃木縣宇都宮附近的鈴門宮的一個農場。 1931年完成正規教育後入伍，加入第27騎兵團。1932年4月，他參加了日本侵略滿洲的戰爭，並參加了江橋戰役。

## 日本帝國陸軍空軍生涯
1933年6月，篠原進入所澤飛行學校，1934年1月畢業。他被徵召為第11大隊第1中隊下士，並被派往滿洲國哈爾濱。到1938年底，他已經晉升為一名准尉。到1939年5月諾門罕事件開始時，他年僅25歲，已有六年的飛行經驗。
在1939年5月27日的第一次戰鬥中，篠原駕駛一架Nakajima Ki-27擊落了四架蘇聯伊-16戰鬥機。他在24小時內成為王牌飛行員，在他取得六次勝利之後，擊落了一架波利卡波夫R-Z偵察機和五架波利卡波夫 I-15 雙翼戰鬥機。歷史上沒有其他飛行員在第一天的戰鬥中取得 10 場勝利。從那時起，他的勝利繼續，在1939年6月27日，在塔薩克-布拉克空戰中，日本帝國陸軍空軍創下了單日11次勝利的記錄。歷史上唯一的頂級王牌埃里希·哈特曼、埃米爾·朗、漢斯-約阿希姆·馬賽、埃里希·魯道弗、奧古斯特·蘭伯特、休伯特·斯特拉斯、威廉·巴茨、約翰內斯·維澤、弗朗茨·沙爾都超過了他。
然而1939年8月27日，他在一次轟炸護航任務中取得三場胜利後被伊-16戰鬥機擊落，他的飛機起火墜入阿布達拉湖以南10公里處的莫霍雷希湖，準尉篠原弘道被追授為少尉軍銜，在短短三個月的戰鬥中取得了58場胜利，最後三場將他擊倒的戰鬥為他贏得了東方李希霍芬的綽號。
1. ↑  Hata, Izawa and Shores,pp. 110,254.